# Ria Groenhof
Ria Groenhof (Groningen, 17 april 1957) is een Nederlandse beeldhouwer en schilder.

## Leven en werk
Groenhof studeerde beeldhouwen en omgevingsvormgeving aan de AKI in Enschede (1980-1985). Ze debuteerde met haar schilderwerk op een expositie in De Lawei in Drachten in 1989. Groenhof schildert in een geometrisch-abstracte stijl.
De kunstenares combineert in haar beelden diverse materialen als brons, beton, steen, en cortenstaal en rvs. Een voorbeeld hiervan is De grins fan greide en wetter (Nederlands: De grens van grasland en water), dat ze maakte van gewapend beton (zuilen), rvs (sculpturen) en brokken natuursteen. Het beeld verwijst naar het visserijverleden van Lemmer. De naam is ontleend aan Liet foar de Lemmer, een gedicht van Fedde Schurer. Groenhof woont en werkt in Lemmer, ze verzorgt er kunsteducatie in haar atelier.

## Werken (selectie)
- 1991 De Turfsnijder, Tjalleberd
- 2000 De Wachters, Heerenveen
- 2002 De grins fan greide en wetter, Lemmer
- 2006 De hege fonnen, Lemmer